# Vrličko polje
Vrličko polje je krško polje u Zagori površine 8,97 km2 na nadmorskoj visini od 379 m.

## Zemljopis
Pruža se smjerom jugozapad–sjeveroistok. Smješteno je između Vrlike na jugozapadu, Kosora na sjeveru, na jugu su Podosoje sa zaselcima Šembrun, Stražine, Grabići i Zduš, te Vinalić sa brojnim zaselcima koji su se smjestili na obroncima koji sa istoka uokviruju Vrličko polje... Biuci, Zorići, Plazonići, Bakovići, Žeravice, Gverići, Zidari, Modrići, Gutići, Kusturići i još nekolicina manje poznatih.
Vrličko polje smjestilo se sjeverozapadno od toka rijeke Cetine, na desnoj obali rijeke i to u njezinom gornjem toku. Kroz ovo polje protječe vodotok Mučalova Foša.